# Les Orphelins
Les orphelins è un cortometraggio muto del 1908 diretto da Victorin-Hippolyte Jasset. È il primo film per le due protagoniste, Eugénie Nau e Maria Fromet. Una delle prime e più prolifiche attrici bambine del cinema muto, Maria Fromet girerà un centinaio di pellicole per affermarsi quindi da adulta come attrice teatrale, tornando con minore frequenza a recitare anche per il cinema.